# Licht (Nena-Album)
Licht ist das 13. Studioalbum der deutschen Sängerin Nena. Es wurde am 16. Oktober 2020 veröffentlicht.

## Entstehung und Inhalt
Das Album enthält Beiträge von allen ihren vier noch lebenden Kindern sowie von ihrem Partner Philipp Palm. Nena hatte zwei Jahre zuvor begonnen, am Lied Wandern zu arbeiten. Sie sagte über das Album: „Mein Album ist von Licht und Liebe getragen und von dem Gefühl der Freiheit“. Einige Lieder wie etwa Forelle handeln aber auch von Ärger und Spannungen, die es im Leben geben kann.

## Titelliste
| Nr. | Titel                           | Autor(en)                                                       | Länge |
| --- | ------------------------------- | --------------------------------------------------------------- | ----- |
| 1.  | Licht                           | Mirko Schaffer, Mario Wesser, Philipp Palm                      | 3:44  |
| 2.  | Da Da Dam (Ich geb dir mein ja) | Larissa Kerner, Sakias Kerner, Samuel Kerner, Annika Line Trost | 2:53  |
| 3.  | Zurück in die Zukunft           | Samuel, Marcel Heym, Senastien Winkler, Samy Sorge              | 3:29  |
| 4.  | Forelle (feat. Maduh)           | Samuel                                                          | 3:43  |
| 5.  | Wandern                         |                                                                 | 3:45  |
| 6.  | Shine On                        | Palm, Samuel                                                    | 3:46  |
| 7.  | Karawane                        |                                                                 | 4:44  |
| 8.  | Galaxien (feat. Larissa Kerner) | Larissa, Derek von Krogh                                        | 3:38  |
| 9.  | Zimmer                          | Sakias                                                          | 3:37  |
| 10. | Auf einmal warst du da          | Simeon, Leon Weick                                              | 4:29  |
| 11. | Alles neu                       | Trost                                                           | 5:51  |

## Chartplatzierungen
| ChartsChartplatzierungen | Höchstplatzierung | Wochen |
| ------------------------ | ----------------- | ------ |
| Deutschland (GfK)        | 3 (4 Wo.)         | 4      |
| Österreich (Ö3)          | 11 (1 Wo.)        | 1      |
| Schweiz (IFPI)           | 9 (3 Wo.)         | 3      |